# Cosmophasis bitaeniata
Cosmophasis bitaeniata är en spindelart som först beskrevs av Eugen von Keyserling 1882.  Cosmophasis bitaeniata ingår i släktet Cosmophasis och familjen hoppspindlar. Inga underarter finns listade i Catalogue of Life.